# Diphyllobothrium latum
Diphyllobothrium latum é a "tênia do peixe", causadora da difilobotríase ou esparganose.
Os ovos, na água limpa, liberam coracídios que são ingeridos por pequenos artrópodes; os artrópodes são ingeridos por peixes, e as larvas procercóides infestam o organismo do peixe e, se esse for ingerido por um peixe maior, o maior infestar-se-á. A infecção humana se dá pelo consumo de peixe cru contendo esparganos. No homem, o verme adulto se localiza no jejuno, e mede entre 3 a 15 metros de comprimento (é o maior cestódeo que pode parasitar o homem).
Entre as manifestações clínicas, pode ocorrer dor epigástrica, dor de fome, anorexia, náuseas, vômitos, astenia, perda de peso, eosinofilia. Uma complicação peculiar dessa helmintose é a anemia megaloblástica (anemia hipocrômica macrocítica), pois o parasito adulto tem a capacidade de absorver intensamente a vitamina B12 no intestino do hospedeiro. Contudo, esta infecção pode ser assintomática. O diagnóstico consiste em observação dos ovos nas fezes do paciente.
A prevenção se faz pelo cozimento adequado dos peixes, dar destino higiênico aos excretos humanos, inspeção do pescado e congelamento adequado dos peixes nos frigoríficos.